# Saurauia elegans
Saurauia elegans är en tvåhjärtbladig växtart som först beskrevs av Jacques Denys Denis Choisy, och fick sitt nu gällande namn av F.-villar. Saurauia elegans ingår i släktet Saurauia och familjen Actinidiaceae. Inga underarter finns listade i Catalogue of Life.